# فروزنده
فروزنده یا بلازار  یک اختروش بسیار فشرده مرتبط با احتمالاً یک سیاه‌چاله کلان‌جرم در مرکز یک کهکشان بیضوی بسیار بزرگ و فعال است. فروزنده‌ها در میان پر انرژی‌ترین پدیده‌ها در جهان و یک موضوع مهم در اخترشناسی فراکهکشانی هستند.

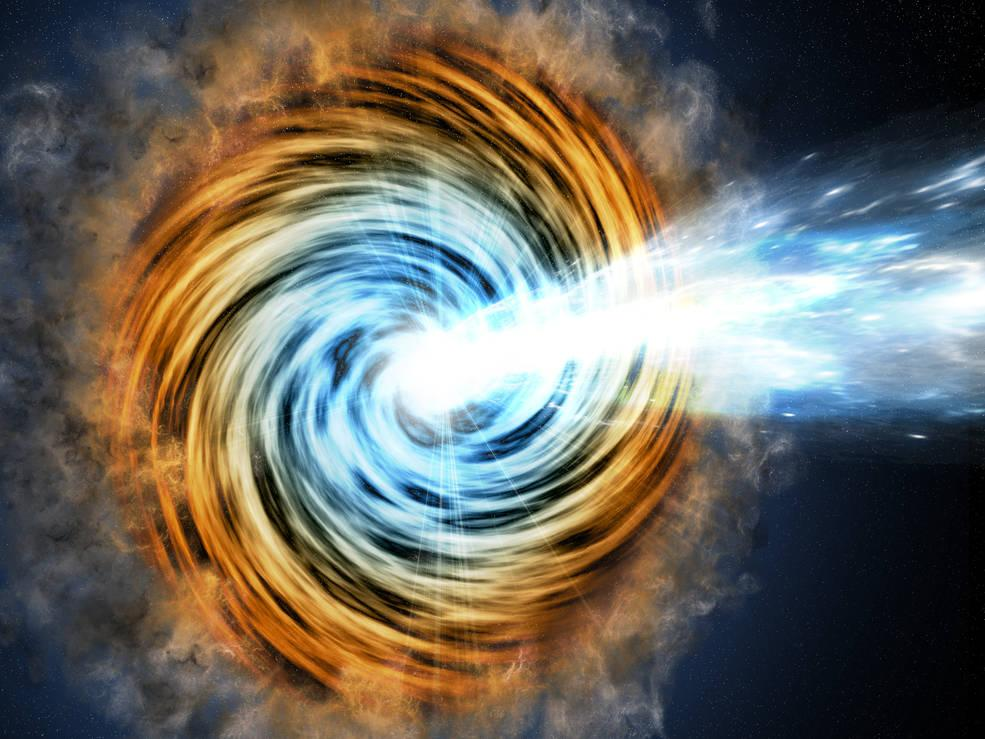
تصویر تخیلی از یک فروزنده.

فروزنده‌ها اعضای یک گروه بزرگتر از کهکشان‌های فعال هستند که میزبان هسته کهکشانی فعال (AGN) می‌باشند. چند اشیاء نادر ممکن است بلیزر متوسط باشند که به نظر می‌رسد که ترکیبی از خواص هر دو کوازارهای OVV و اشیای BL Lack باشند. نام بلیزر در اصل ابداع سال ۱۹۷۸ و توسط ستاره‌شناس ادوارد اشپیگل به معنی ترکیبی از این دو کلاس است.

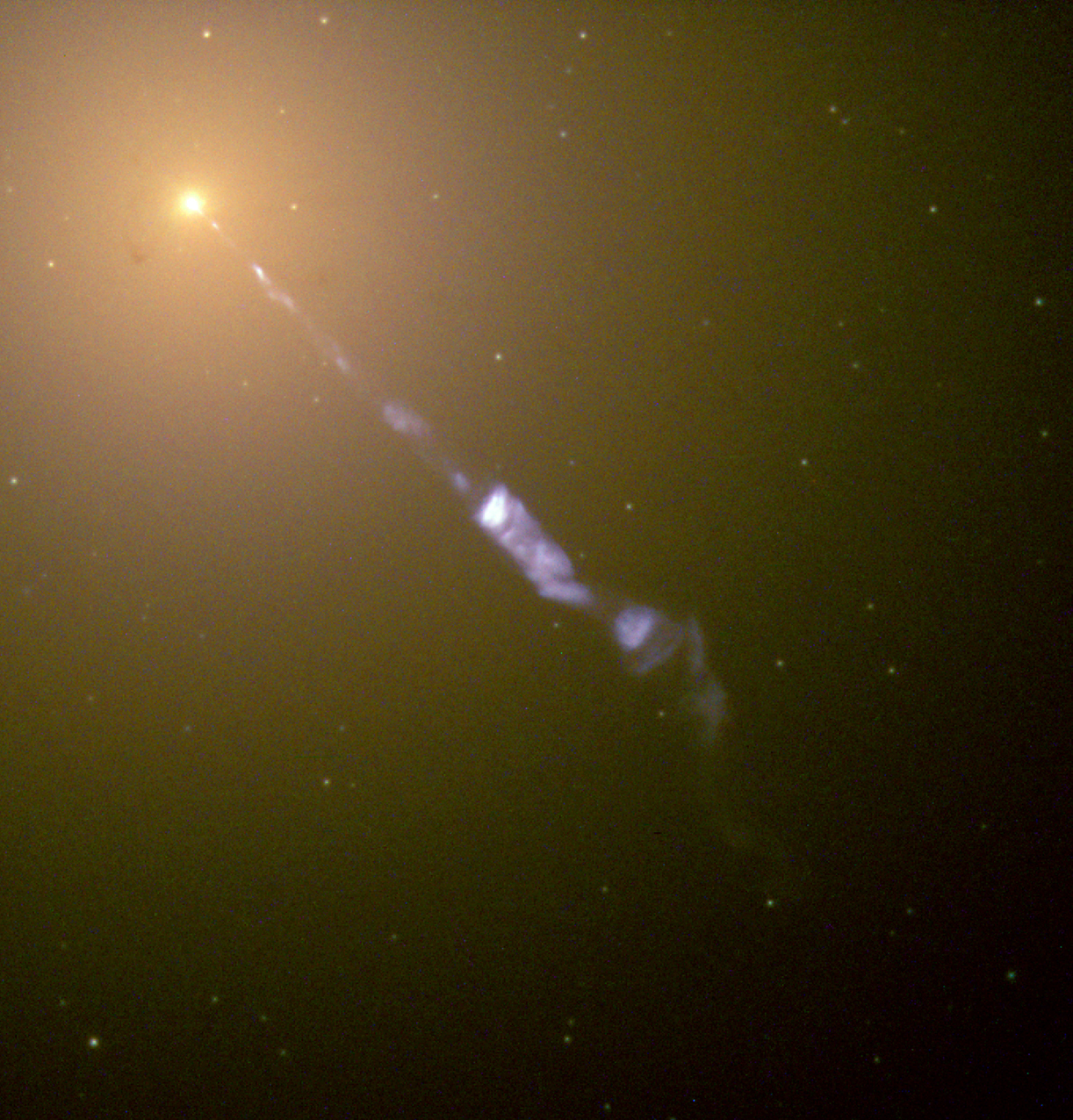
کهکشان بیضوی ام۸۷ که با تلسکوپ فضایی هابل، یک جت نسبیتی را ساطع می‌کند. یک کهکشان فعال زمانی که جت آن نزدیک به خط دید باشد، به عنوان فروزنده طبقه‌بندی می‌شود. در مورد ام۸۷، به دلیل اینکه زاویه بین جت و خط دید کوچک نیست، هسته آن به عنوان یک کهکشان فروزنده طبقه‌بندی نمی‌شود، بلکه به عنوان کهکشان رادیویی طبقه‌بندی می‌شود.